# Gustav Adolf Pfeiffer
Gustav Adolf Pfeiffer (* 15. November 1837 in Lentschen bei Posen; † 7. Dezember 1902 in Magdeburg) war ein deutscher evangelischer Pfarrer und Gründer der Pfeifferschen Stiftungen in Magdeburg.

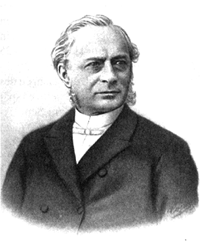
Gustav Adolf Pfeiffer

## Leben
Pfeiffer war Sohn des Lehrers Friedrich Pfeiffer. Er studierte nach der Absolvierung eines Gymnasiums in Züllichau evangelische Theologie in Berlin. 
Eine erste Anstellung fand Pfeiffer als Lehrer am Gymnasium in Züllichau, später war er Hauslehrer. 1866 wurde er zweiter Pfarrer in der Kirche Kripplein Christi in Fraustadt. Im Jahr 1869 wurde er erster Pfarrer und war Mitglied der ersten Posener Provinzial-Synode. Schon 1870 wurde er Superintendent der Diözese Fraustadt und Lissa. 1875 gehörte er der ersten Generalsynode an. Dort gründete er die Gruppe der Positiven Union, deren Vorsitzender er später wurde. Mitte 1881 übernahm Pfeiffer die Superintendentur Kirchenkreises Jerichow I und die Pfarrstelle an der Sankt-Briccius-Kirche in Cracau bei Magdeburg.
Hier wurde Pfeiffer mit der sozialen Not unter den Arbeitern des vor allem von Industriearbeiterfamilien bewohnten Magdeburger Vororts Cracau konfrontiert. Besondere Aufmerksamkeit widmete er dabei Kindern, alten und behinderten Menschen. 1882 gründete er mit dem Vaterländischen Frauenverein eine Kleinkinderschule. Auch eine Gemeindepflegestation entstand.
1889 folgte die Gründung des Altenpflegeheims Johannesstift, die heutigen Pfeifferschen Stiftungen. Hinzu kam 1891 das Dorotheenhaus für debile Kinder und im Oktober 1893 ein Pflegeheim für Männer. Pfeiffer engagierte sich für den Aufbau einer zentralen Fürsorge für Körperbehinderte und startete 1894 eine dementsprechende überregionale Initiative. Es erfolgten diverse Geldsammlungen zur Erreichung des Ziels. 1899 wurden auf dem Gelände der Stiftung eine Kirche, das Samariterhaus und drei weitere Häuser eröffnet. In den Einrichtungen wurden Diakonissen eingesetzt, für die im Mai 1900 die Einrichtung eines Diakonissen-Mutterhauses erfolgte.
Im Herbst 1898 reiste Pfeiffer mit seiner Ehefrau anlässlich der Einweihung der Erlöserkirche nach Jerusalem.
Pfeiffer starb an Chronischer Magenerschlaffung. Sein Leichnam wurde in der Sankt-Briccius-Kirche aufgebahrt. Da es den Friedhof der Pfeifferschen Stiftungen noch nicht gab, wurde er am 11. Dezember gegen 13.30 Uhr auf dem heutigen Ostfriedhof in Magdeburg-Cracau beigesetzt. Im Pfarrhaus sprach Pfarrer Siebert aus Prester, in der Kirche Generalsuperintendent Vieregge und auf dem Friedhof Pastor Fischer aus Dahlenwarsleben. Seine denkmalgeschützte Grabstelle befindet sich noch heute auf dem Ostfriedhof.

## Ehrungen
Die Stiftungen tragen seit dem 28. August 1902 und somit noch zu Lebzeiten Pfeiffers den Namen ihres Gründers und heißen "Pfeiffersche Stiftungen zu Magdeburg-Cracau". Auch eine angrenzende Straße trägt den Namen Pfeifferstraße.
Im Jahre 2002 wurde zu Ehren von Gustav Adolf Pfeiffer ein Denkmal aus Persischem Kalkstein in den Pfeifferschen Stiftungen errichtet und feierlich eingeweiht.